# Журка
Журка или забава је организовани скуп људи који су се окупили да би се заједно забавили, разговарали или обављали неку другу активност. Особе које присуствују журци су домаћин (организатор журке) и гости (званице). Журка обично има храну и пиће као послужење за госте.
Постоје различити критеријуми по којима се могу поделити журке. По месту одржавања могу бити унутра или напољу, а по врсти рођенданска, улична, кућна, журка добродошлице, изненађења итд.

## Типови

### Рођенданска журка
Рођенданска забава је прослава годишњице рођења особе којој се одаје почаст. Иако постоји историјски преседан за рођенданске забаве за богате и моћне кроз историју, традиција се проширила на људе средње класе око деветнаестог века, и преузела модерније норме и традиције у двадесетом веку. Рођенданске забаве су сада обележје многих култура.
На забавама за децу често се одваја време за „отварање поклона“ при чему појединац чији се рођендан слави отвара сваки од донетих поклона. Уобичајено је и на дечјим забавама да домаћин подели присутне поклоне за растанак у виду „торбица за добре ствари“. Деца, па чак и одрасли понекад носе шарене шешире у облику купа.
Рођенданске забаве су често веће и екстравагантније ако славе некога ко је достигао оно што се у култури сматра прекретницом, као што је прелазак из детињства у одрасло доба. Примери традиционалних прослава пунолетства укључују северноамеричку слатку шеснаесту забаву и латиноамеричку кинсиањеру.

### Свечана вечера
Свечана вечера је друштвено окупљање на којем људи вечерају заједно, обично у дому домаћина. На најсвечанијим вечерама, вечера се сервира на трпезаријском столу са поставком. Вечери често претходи коктел сат у дневној соби или бару, где гости пију коктеле док се друже и разговарају. Вино се обично сервира током оброка, често уз различито вино за сваки курс.

### Божићно славље
У Шпанији се ова врста забаве зове Ел Агиналдо. Исто је као у Енглеској и Сједињеним Државама, али је једина разлика што се деци која певају песме дају напојнице. Божићне песме се у Шпанији зову виљансикос; углавном их певају деца на малим забавама.

### Матурска прослава
На неким местима су популарне забаве за прославу завршетка школе, колеџа или универзитета. Матурска забава се може одржати у кампусу или екстерно, а превоз је обезбеђен када је локација далеко.